# 旅先納税
旅先納税（たびさきのうぜい）とは、2022年9月にスタートした、ふるさと納税の制度を使って旅や出張で訪れた地域にその場で寄付ができる仕組み。
寄附額に応じて、飲食店や宿泊施設などで使用できる電子ギフト「e街ギフト」を即時に返礼品として受け取ることができる。
新しいふるさと納税の形として注目を集めており、全国の自治体が続々導入中。長野県軽井沢町、沖縄県国頭村、埼玉県川越市、島根県出雲市、和歌山県白浜町、北海道北広島市などが導入済み。

## 概要
旅先、出張先、お出かけ先など、訪れた地域に寄付すると、その場で電子ギフト「e街ギフト」が返礼され、加盟店にて1円単位で利用可能。使える場所は、飲食店や宿泊施設、レジャー施設、お土産店など、地域によってさまざま。
また、「e街ギフト」の仕組みは全国共通だが、その名称は地域によってまちまちで、北海道北広島市は「北広島市e街ギフト きたきた」、埼玉県川越市では「小江戸かわごえe旅ギフト」、香川県高松市は「瀬戸の都・高松e街ギフト SETOCO」と、地域ごとにオリジナルの名称が付いている。

## 「e街ギフト」を使用できる施設例
北海道北広島市では、Fビレッジ内の宿泊施設や温泉施設の予約、北海道日本ハムファイターズの試合観戦チケット予約などで利用可能。

和歌山県白浜町ではアドベンチャーワールド内の飲食やグッズ購入に利用できる。

## 旅先納税のやり方
旅先納税公式サイトから寄付したい自治体を探し、各自治体の旅先納税ページにアクセス。旅先納税IDのユーザー登録をし、寄附金額を選択してから、クレジットカード払いで納税する。納税して「お礼の品」ページを開くと、寄付額に応じた「e街ギフト」が表示され、加盟店ですぐに利用可能。
なお、旅先納税IDは全国共通のため、一度作成すればさまざまな自治体で使用可能。

## 旅先納税の還元率
旅先納税「e街ギフト」の還元率は自治体や寄付額により変動するが、ほとんどの場合は30％。

例：5,000円の寄付で1,500円分付与

## 旅先納税を導入している自治体一覧
岡山県 瀬戸内市

北海道 猿払村

山梨県 笛吹市

北海道 伊達市

北海道 倶知安町

北海道 利尻富士町

北海道 白老町

北海道 積丹町

北海道 厚沢部町

北海道 天塩町

沖縄県 南城市

北海道 千歳市

石川県 加賀市

秋田県 男鹿市

和歌山県 白浜町

海の京都（京都府北部の日本海に面した福知山市、舞鶴市、綾部市、宮津市、京丹後市、伊根町、与謝野町の7自治体）

秋田県 仙北市

北海道 黒松内町

香川県 土佐町

北海道 北広島市

兵庫県 宝塚市

秋田県 大館市

北海道 斜里町

島根県 出雲市

沖縄県 東村

香川県 高松市

長野県 軽井沢町

埼玉県 川越市

沖縄県 国頭村

長野県 山ノ内町